# Алби (Италия)
 Тази статия е за селото в Южна Италия.  За града в Южна Франция вижте Алби.  
А̀лби (на италиански: Albi, на местен диалект Iàrbi, Ярби) е село и община в Южна Италия, провинция Катандзаро, регион Калабрия. Разположено е на 710 m надморска височина. Населението на общината е 988 души (към 2012 г.).